# Jetix
Jetix — дитячий телеканал, що належав The Walt Disney Company. Був створений шляхом перетворення каналу Fox Kids, після того, як існування останнього стало збитковим через таких конкурентів, як Cartoon Network і Nickelodeon. Jetix продовжував транслювати багато мультсеріалів і серіалів колишнього Fox Kids, але The Walt Disney Company не випускав нові серії улюблених мультсеріалів, а купував нові проекти, такі як «Планета Скетч» і «Байдиківка». До того часу The Walt Disney Company вже могли запустити свій канал. Jetix демонстрував безліч молодіжних серіалів і мультсеріалів із США, Франції, Канади, Великої Британії, Іспанії та Австралії.

## Jetix Play
Jetix Play (раніше Fox Kids Play) був спорідненим каналом Jetix, який транслював маленьким глядачам класичні мультфільми та мультсеріали.
Jetix Play припинив мовлення 1 серпня 2010 року у більшості країн, 1 вересня 2010 у Туреччині і в Румунії, він закрився 12 березня 2011 року. У більшості країн Jetix Play був замінений Playhouse Disney.

## Мовлення
Телеканал транслювався на платних супутникових системах і в мережах кабельних операторів. Телеканал Jetix вів мовлення в супутникових і кабельних пакетах в СНД. 19 вересня 2009 року канал припинив мовлення в Молдові, з 21 вересня 2009 року почав трансляцію в Україні. 10 серпня 2010 року в 18:00 за московським часом канал Jetix Russia припинив мовлення у зв'язку із запуском в Росії каналу Disney, при цьому частина програм каналу Jetix збереглася. Крім того, блоки Jetix були присутніми на каналах України, Казахстану і Білорусі: в Росії на каналі Ren-TV, в Україні на Новому каналі, а також в Казахстані на КТК і 31 каналі. Після закриття каналу Jetix по всьому світу був замінений на Disney XD, або у деяких країнах на Disney Channel.

## Причина закриття Jetix
У 2001 році Хаїм Сабан продав канал Fox Kids The Walt Disney Company. Тоді Disney не могли запустити свій канал з логотипом Disney Channel, оскільки їм не вистачило фірмового контенту. Тому The Walt Disney Company задумали створити перехідний канал зі схожою тематикою. 1 січня 2005 року Jetix замінив Fox Kids в Європі. Завдяки великій частині мультфільмів глядачі перейшли на Jetix не відчуваючи різниці. 2005-2007 роки стали найуспішнішими для Jetix. Канал торгував рекламою і перейшов на цілодобове мовлення. Були створені нові блоки Jetix Max і Jetix Play.
У 2008 році рейтинг каналу знизився, тому на каналі стали з'являтися нові брендові мультсеріали, серіали і мультфільми Disney. Продовження улюблених серіалів було не потрібно The Walt Disney Company і компанія готувала свій контент, попри думки щодо продовження таких мультсеріалів як «Що з Енді?» або «Дітки з класу 402». Фінансування каналу впало в рази і він став купувати дешеві брендові мультсеріали. У 2009-2010 роках рейтинги каналу впали ще нижче. На тлі Nickelodeon і Cartoon Network, Jetix опинився далеко позаду. Після цього відбулися збори директорів Jetix і було ухвалено рішення про закриття каналу. 10 серпня 2010 о 18:00 канал був закритий.

## Блоки
- Jetix Max — до блоку входили мультфільми про супергероїв (такі як «Людина Павук», «Дияволик» і т.д.) та серіали («Монстри-воїни», «Темний оракул», «Нова сімейка Аддамс»)
- Jetix Play — блок дитячих мультфільмів і передач, які згодом увійшли до однойменного телеканалу.

## Список серіалів, що транслювались каналом Jetix
- Дітки з класу 402
- Що з Енді?
- Сімейка Тофу
- Тутенштейн
- Життя з Луї
- Секретні матеріали собак шпигунів
- Людина-павук
- Неймовірний Галк
- Фантастична четвірка
- Люди Ікс
- Капітан Фламінго
- Світ Квесту
- Іґґі Арбакл
- Джиммі Кул
- Їн-Ян-Йо!
- Кід vs. Кет
- Пукка
- Чарівниці
- A.T.O.M.
- Тоталі Спайс!
- Тім Гелаксі
- Монстер Бастер Клаб
- Галактичний футбол
- Обан: Зоряні гонки
- Дияволік
- Сонік Ікс
- Наруто
- Непереможна команда супермавпочок
- Король шаманів
- Школа Сюрикен
- Інспектор Гаджет
- Гаджет і гаджетіни
- Шкідливий пес
- Волтер Мелон
- Вуншпунш
- Покемон
- Байдиківка
- Нова сімейка Адамсів
- Темний оракул
- Монстри-воїни
- H2O: Просто додай води
- Могутні рейнджери